# Consell Regional de Borgonya

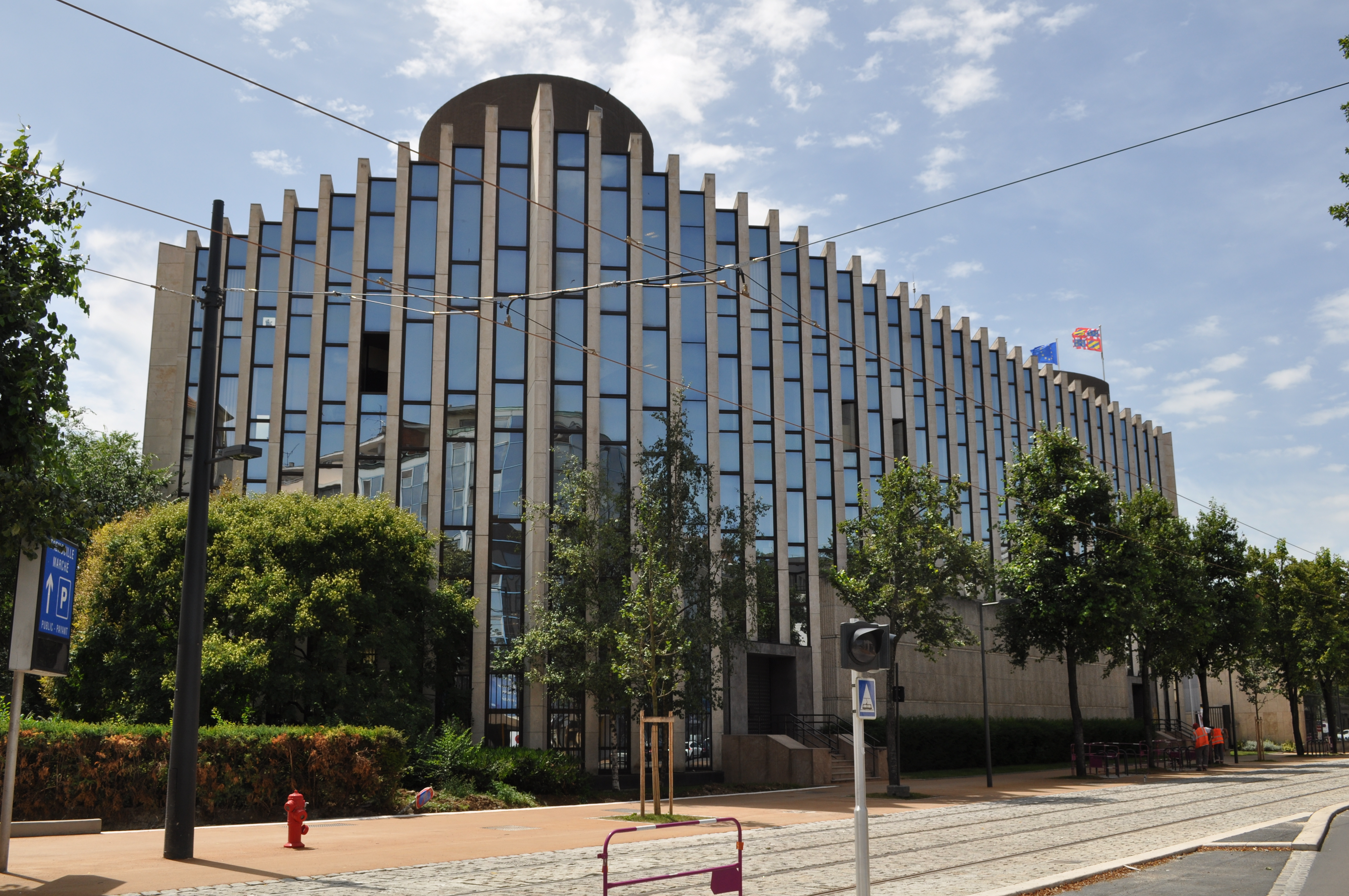
Antiga seu del Consell regional

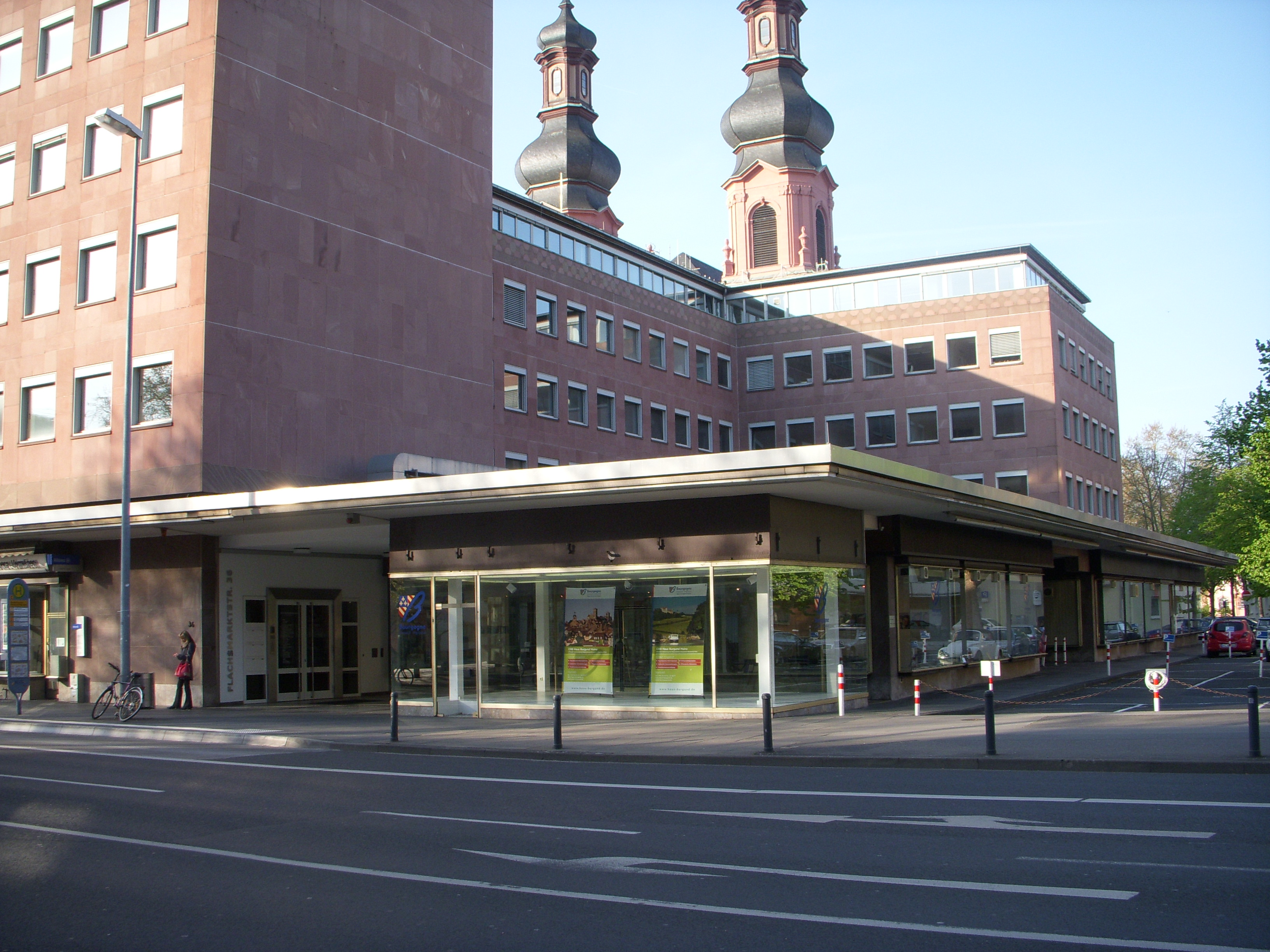
Casa de Borgonya a Mainz (Alemanya)

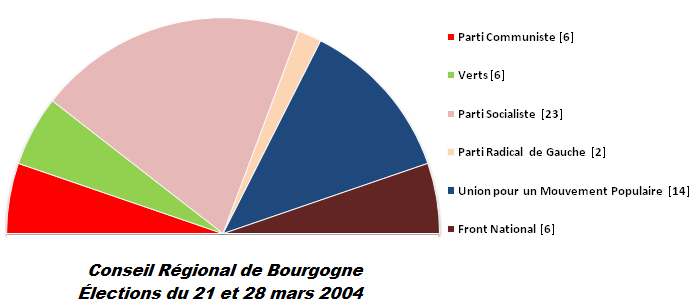
Composició del Consell Regional el 2004

El Consell regional de Borgonya (en francès Conseil régional de Bourgogne) era l'assemblea elegida que dirigia la regió francesa de Borgonya. Estava format per 77 membres elegits cada sis anys. La seu era a Dijon. Va desaparèixer el 31 de desembre de 2015.

## Composició
- 18 consellers pel Costa d'Or
- 8 consellers pel Nièvre
- 20 consellers pel Saona i Loira
- 11 consellers pel Yonne

## Presidents del Consell regional
- Jean Chamant (1974 - 1978)
- Marcel Lucotte (1978 - 1979)
- Pierre Joxe (1979 - 1982)
- André Billardon (1982 - 1983)
- Frédéric Lescure (1983 - 1985)
- Marcel Lucotte (1985 - 1986)
- Raymond Janot (1986 - 1992)
- Jean-Pierre Soisson (1992 - 1993)
- Jean-François Bazin (1993 - 1998)
- Jean-Pierre Soisson (1998 - 2004)
- François Patriat (2004 - 2015)

## Composició política

### Eleccions de 2010
| Cap de llista | Cap de llista      | Llista                                                      | Primera volta | Primera volta | Segona volta | Segona volta | Escons | Escons |
| Cap de llista | Cap de llista      | Llista                                                      | #             | %             | #            | %            | #      | %      |
| ------------- | ------------------ | ----------------------------------------------------------- | ------------- | ------------- | ------------ | ------------ | ------ | ------ |
|               | François Patriat*  | PS-PCF-PRG                                                  | 187 345       | 36,31         | 305 214      | 52,65        | 37     | 64,91  |
|               | Philippe Hervieu   | Europa Ecologia                                             | 37 333        | 9,36          | 305 214      | 52,65        | 37     | 64,91  |
|               | François Sauvadet  | Majoria Presidencial                                        | 148 783       | 28,83         | 194 338      | 33,53        | 14     | 24,56  |
|               | Édouard Ferrand    | FN                                                          | 62 150        | 12,04         | 80 112       | 13,82        | 6      | 10,53  |
|               | Sylvie Faye Pastor | NPA - PG – PCF dissidents - Alternatifs – FASE – M'PEP - OC | 22 290        | 4,32          |              |              |        |        |
|               | François Deseille  | MoDem                                                       | 19 458        | 3,77          |              |              |        |        |
|               | Julien Gonzalez    | AEI                                                         | 10 531        | 2,04          |              |              |        |        |
|               | Claire Rocher      | LO                                                          | 8 062         | 1,56          |              |              |        |        |
|               | Joël Mekhantar     | MRC – PRG dissidents - PS dissidents                        | 6 641         | 1,29          |              |              |        |        |
|               |                    |                                                             |               |               |              |              |        |        |
| Inscrits      | Inscrits           | Inscrits                                                    | 1 165 711     | 100,00        | 1 170 949    | 100,00       |        |        |
| Abstenció     | Abstenció          | Abstenció                                                   | 626 846       | 53,77         | 565 589      | 48,30        |        |        |
| Votants       | Votants            | Votants                                                     | 538 865       | 46,23         | 605 360      | 51,70        |        |        |
| Blancs i nuls | Blancs i nuls      | Blancs i nuls                                               | 22 847        | 4,24          | 25 696       | 4,24         |        |        |
| Vàlids        | Vàlids             | Vàlids                                                      | 516 018       | 95,76         | 579 664      | 95,76        |        |        |

* llista del president sortint